# Polycarpa insulsa
Polycarpa insulsa är en sjöpungsart som först beskrevs av Sluiter 1899.  Polycarpa insulsa ingår i släktet Polycarpa och familjen Styelidae. Inga underarter finns listade i Catalogue of Life.